# Lista de bolas oficiais do torneio de futebol nos Jogos Olímpicos
Segue uma tabela com as bolas oficiais do torneio olímpico de futebol.

## Bolas
| Edição | País-Sede       | Bola oficial              | Produtor | Imagem | Descrição | Ref. |
| ------ | --------------- | ------------------------- | -------- | ------ | --- | ---- |
| 1960   | Itália          | Wilson H6120              | Wilson   |        | |      |
| 1968   | México          | Mundial Elast             | Adidas   |        | Mesmas características da Adidas Telstar Durlast. |      |
| 1972   | Alemanha        | Apollo Durlast e SuperLux | Adidas   |        | Bola na cor laranja, uma das pioneiras para jogos na neve. |      |
| 1976   | Canadá          | Apollo SuperLux           | Adidas   |        | Mesmas características da Telstar. |      |
| 1980   | União Soviética | Tango Sevilla             | Adidas   |        | Mesmas características da Tango. |      |
| 1984   | Estados Unidos  | Tango Sevilla             | Adidas   |        | Mesmas características da Tango. |      |
| 1988   | Coreia do Sul   | Tango Seoul               | Adidas   |        | Mesmas características da Tango. |      |
| 1992   | Espanha         | Etrusco Unico             | Adidas   |        | Usada na Copa de 1990 e na Euro 1992. |      |
| 1996   | Estados Unidos  | Questra Olympia           | Adidas   |        | Mesmas características da Questra |      |
| 2000   | Austrália       | Gamarada                  | Adidas   |        | Similar à Terrestra Silverstream, mas de cor vermelha |      |
| 2004   | Grécia          | Pelias                    | Adidas   |        | Usada na Copa das Confederações de 2005. |      |
| 2008   | China           | Teamgeist 2 Magnus Moenia | Adidas   |        | Similar à +Teamgeist, mas com um padrão de pintura do perímetro interno do desenho curvilíneo na cor vermelha. Em sua superfície foi impressa também o nome do país anfitrião dos jogos, no caso a China em caracteres chineses dourados. |      |
| 2012   | Reino Unido     | The Albert                | Adidas   |        | Similar à Adidas Tango usada na Euro 2012, com coloração rosa e azul claro. Não possui o logo da Adidas como as outras bolas. |      |
| 2016   | Brasil          | Errejota                  | Adidas   |        | Mesma tecnologia da Brazuca, que foi a bola da Copa do Mundo FIFA de 2014 |      |